# Lambeau Field
Das Lambeau Field ist ein American-Football-Stadion und befindet sich in der US-amerikanischen Stadt Green Bay im Bundesstaat Wisconsin. Die Anlage ist seit 1957 die Heimstätte des NFL-Teams Green Bay Packers. Gegenwärtig (Stand 2023) fasst die Sportstätte 81.441 Zuschauer und ist damit der zweitgrößte Austragungsort der NFL. In Nachbarschaft zum Stadion stehen die Mehrzweckhallen Brown County Veterans Memorial Arena (1958 eröffnet) und das Resch Center von 2002.

## Geschichte
Seit 1925 hatten die Green Bay Packers das City Stadium als Heimspielstätte genutzt. Aufgrund der auf Holz basierenden Konstruktionsweise und weiterer Umstände, die Größenerweiterungen über die zuletzt 25.000 Plätze hinaus unmöglich machten, begannen Planungen für einen neuen Austragungsort. Aus diesen Planungen entstand das neue City Stadium, welches zur Unterscheidung zum alten City Stadium auch als New City Stadium bezeichnet wurde. Diese neue Spielstätte der Packers wurde 1957 für 960.000 US-Dollar von Geo. M. Hougard & Sons gebaut. Sie war damit das vierte Heimstadion der Packers in Green Bay. Zu diesem Zeitpunkt fasste es 32.500 Zuschauer. Das erste Spiel fand am 29. September 1957 statt; Green Bay gewann mit 21:17 gegen die Chicago Bears. In Gedenken an den verstorbenen Curly Lambeau (1898–1965), den ersten Head Coach der Packers, wurde das Stadion am 3. August 1965 in Lambeau Field umbenannt.

### Erste Erweiterungen
Das Stadion wurde in den Jahren 1961 bis 1965 in mehreren Schritten von 38.669 auf 50.852 Zuschauerplätze ausgebaut. Bis zum Jahr 1970 wurde das Spielfeld vollständig von Zuschauerrängen umschlossen und die Kapazität somit auf 56.263 Plätze erhöht. In den Jahren 1985, 1990 und 1995 erfolgten Investitionen in Suiten und besondere Club-Sitze, welche die Sitzplatzkapazität wiederum bis auf 60.890 erhöhte.
Nachdem 1967 ein NFL-Championship-Spiel gegen die Dallas Cowboys bei −26 °C auf vereistem Untergrund stattfand und mehrere Spieler wegen Erfrierungen behandelt werden mussten, bekam das Lambeau Field den Spitznamen The Frozen Tundra (die gefrorene Tundra). Da das Stadion kein Dach besitzt, kommt es auch heute noch zu Spielen bei sehr kalten Witterungsbedingungen.

### Erste Renovierung
Eine erste, umfangreiche Renovierung des Lambeau Field fand in den Jahren 2001 bis 2003 statt. Zu dieser Zeit hatten einige Ligakonkurrenten neue Stadien eröffnet, wodurch zusätzliche Einnahmen für diese Teams entstanden. Man befürchtete, aufgrund dieser Nachteile weiter den Anschluss an andere Franchises zu verlieren. Außerdem bestand die Sorge, dass attraktivere Konkurrenzstadien zu weniger Zuschauerschaft bei Heimspielen der Green Bay Packers führen könnten.
Das Unternehmen Ellerbe Becket aus Kansas City verantwortete die Arbeiten, die rund 295 Millionen US-Dollar kosteten und Erneuerungen verschiedener Bereiche im Inneren und Äußeren des Stadions umfassten. Die Ausgaben wurden unter anderem durch Ticketpreiserhöhungen finanziert, wobei über 90 Prozent der Dauerkartenbesitzer diese trotzdem verlängerten.

### Ausbau 2013 bis 2017
Neben der bereits erfolgten Erneuerung der Beschallungsanlage bekam das Stadion sowohl in der nördlichen als auch südlichen Endzone eine neue HD-Videowand. Auch der Eingangsbereich im Norden wurde verändert und erhielt unter anderem einen Aussichtsturm mit entsprechender Plattform für Besucher.
Zusätzlich erfolgte im dritten Schritt der Ausbau um 7.641 Plätze in vier Reihen auf 80.735 Plätze. Dadurch wurde das Lambeau Field das drittgrößte Stadion der NFL. Seit November 2014 betrug die offizielle Kapazität 81.435 Zuschauer.
Als weiteres Projekt des Umbaus zwischen 2013 und 2015 wurde das Atrium des Stadions für 140,5 Millionen US-Dollar renoviert.
Seit 2017 wird die Besucherkapazität mit 81.441 angegeben. Seitdem ist das Lambeau Field der zweitgrößte Austragungsort der NFL.

## Traditionen und Bedeutung
Im Lambeau Field wird seit 1957 die (2023) 67. NFL-Saison gespielt. Kein Stadion ist länger Schauplatz der National Football League. Von den 423 Spielen, die hier ausgetragen wurden, wurden 258 gewonnen, 130 verloren und sechs Spiele endeten unentschieden. In den Play-offs, die in den kalten Wintermonaten stattfinden und den Spitznamen The Frozen Tundra prägten, erwiesen sich das Lambeau Field und seine besonderen Bedingungen oft als Heimvorteil für die Green Bay Packers. In den ersten 45 Jahren waren die Packers in den Postseason-Heimspielen ungeschlagen. Bis 2023 gingen 18 Postseason-Heimspiele zugunsten der Packers und sieben Spiele zugunsten der Gäste aus. Dieser Heimvorteil wird oft als Lambeau Advantage, also als Lambeau-Vorteil, bezeichnet.

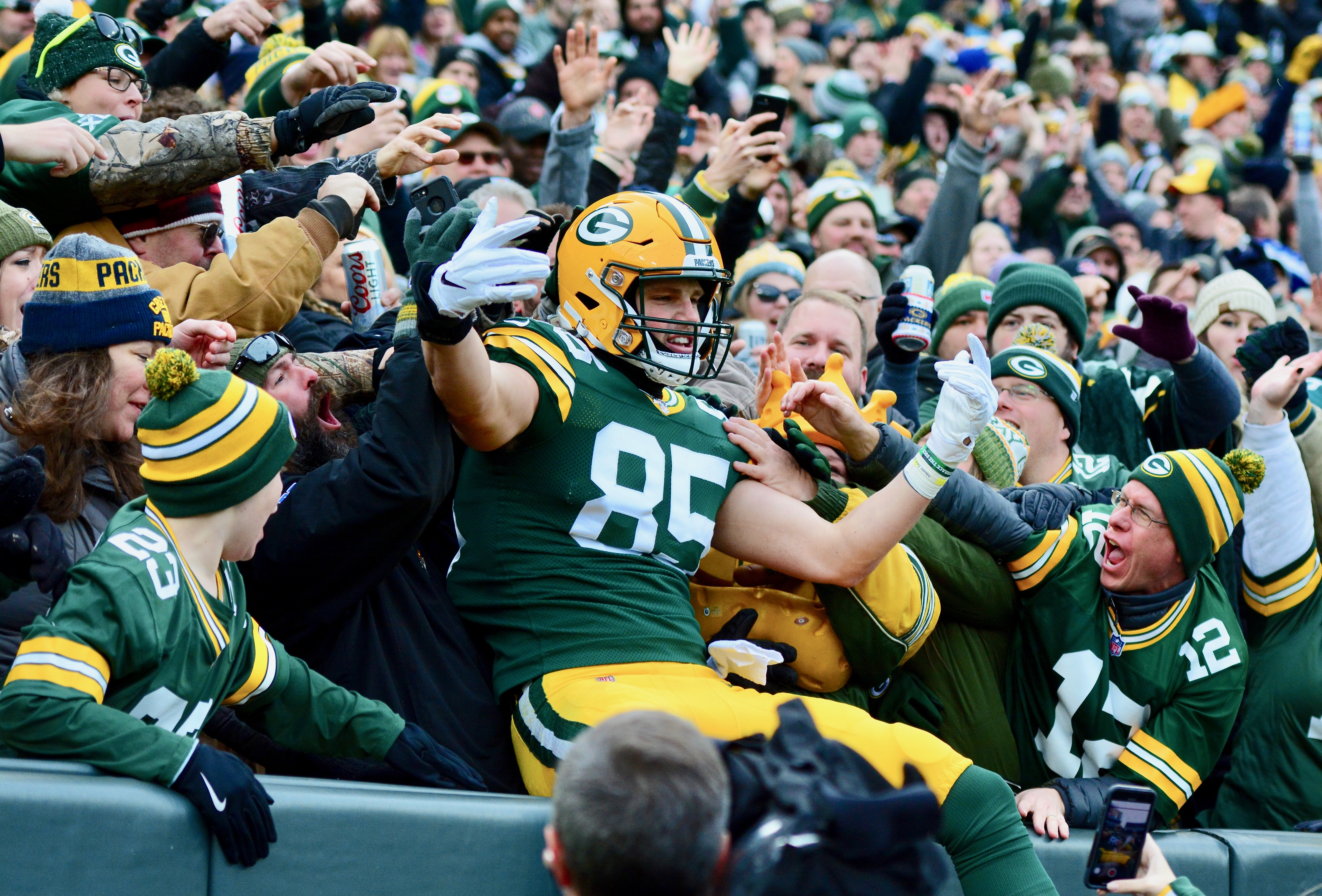
Robert Tonyan feiert mit einem Lambeau Leap (2019)

Bekannt ist das Stadion, welches als Teil der Identität der Green Bay Packers bezeichnet wird, auch für den Lambeau Leap („Lambeau-Sprung“). Hierbei handelt es sich um einen Jubel nach einem Touchdown der Green Bay Packers, bei dem der Spieler hinter der Endzone auf den Rand der Tribüne springt. Der erste Jubel dieser Art fand 1993 bei einem Spiel zwischen den Green Bay Packers und den Los Angeles Raiders statt, als LeRoy Butler nach einem Touchdown zunächst zu den Zuschauern sprang, bevor er mit dem Team feierte.

## Trivia
- Beim Heimspiel gegen die Chicago Bears am 15. Dezember 2019 war das Lambeau Field zum 350. Mal in Folge ausverkauft.[20] Damit war jedes Heimspiel (inkl. der Spiele in Milwaukee) der Packers seit 1960 ausverkauft.[21]
- Anfang 2013 warteten über 105.000 Fans auf eine Dauerkarte für die Heimspiele der Green Bay Packers. Nur 119 von ihnen erhielten für die Saison 2012 eine Jahreskarte über die Warteliste. Somit würde es rund 955 Jahre dauern, bis man eine Dauerkarte über die Warteliste erhält.[22]
- Die Denver Broncos haben seit dem Bestehen des Stadions dort noch nie in der Regular Season gewonnen (0:4).[23]
- Am 3. September 2016 fand erstmals ein Division I College-Football-Spiel im Lambeau Field statt. Die Wisconsin Badgers besiegten die hochfavorisierten LSU Tigers mit 16:14. Die Green Bay Packers hatten wiederum in der Vergangenheit bereits zwölf Spiele im Camp Randall Stadium, dem Stadion der University of Wisconsin–Madison, bestritten.
- Am 23. Juli 2022 fand als erstes Fußballspiel im Lambeau Field ein Freundschaftsspiel von FC Bayern München gegen Manchester City statt.[24]

## Galerie

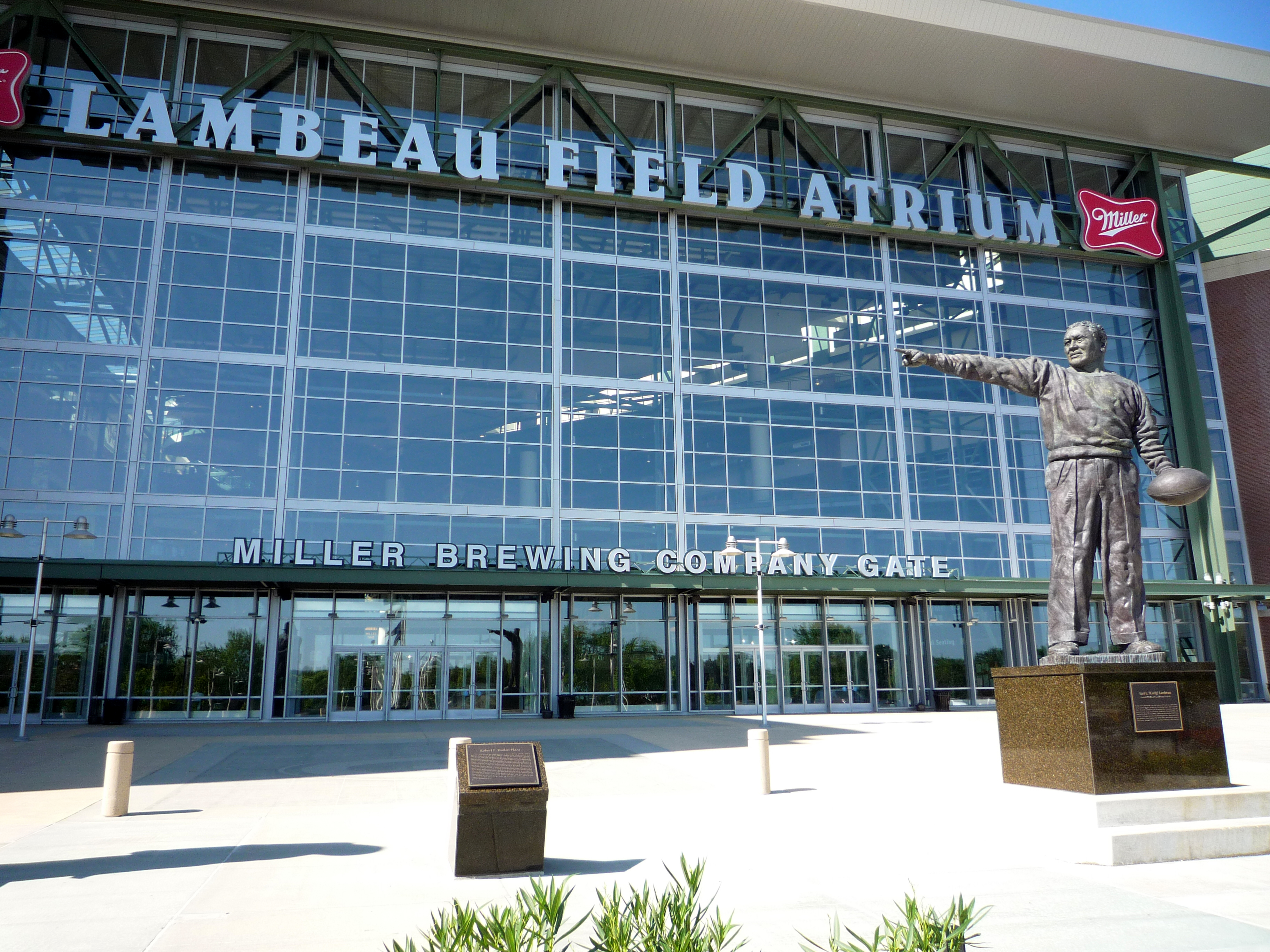
Der Haupteingang mit der Statue von Curly Lambeau im Vordergrund
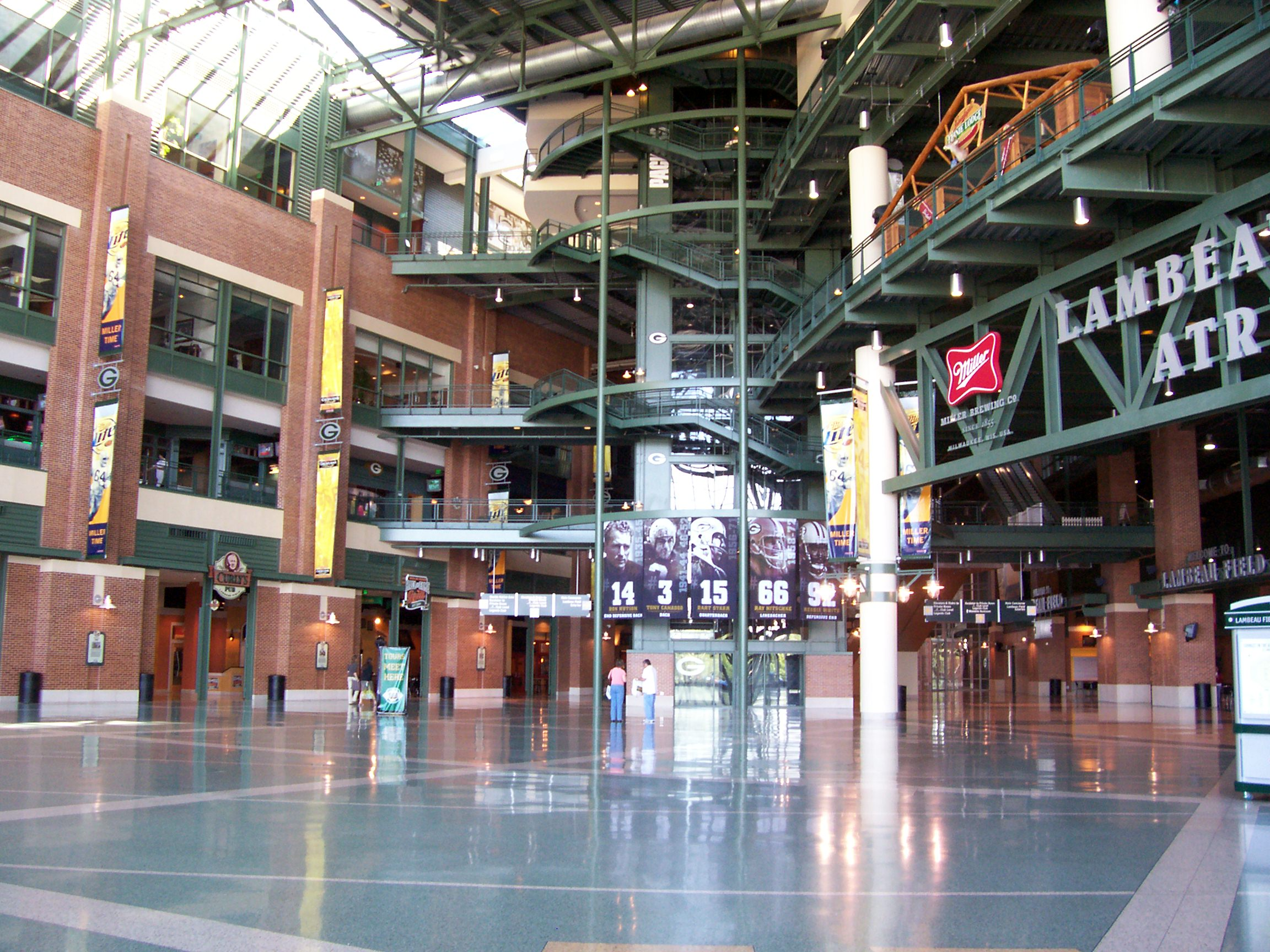
Das Atrium des Lambeau Field (2007)
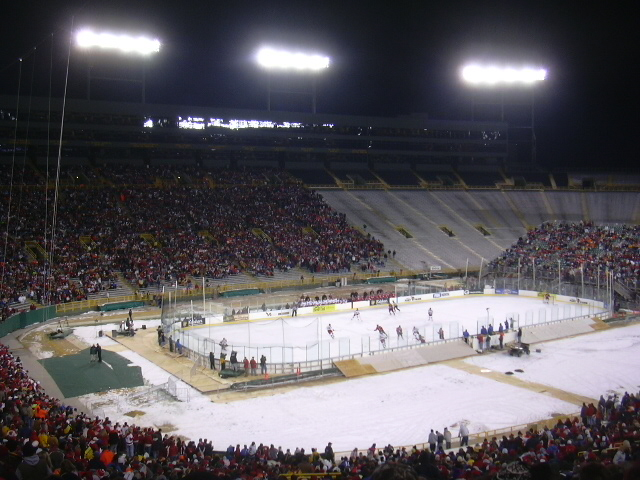
Eishockeyspiel der Wisconsin Badgers gegen die Ohio State Buckeyes im Februar 2006
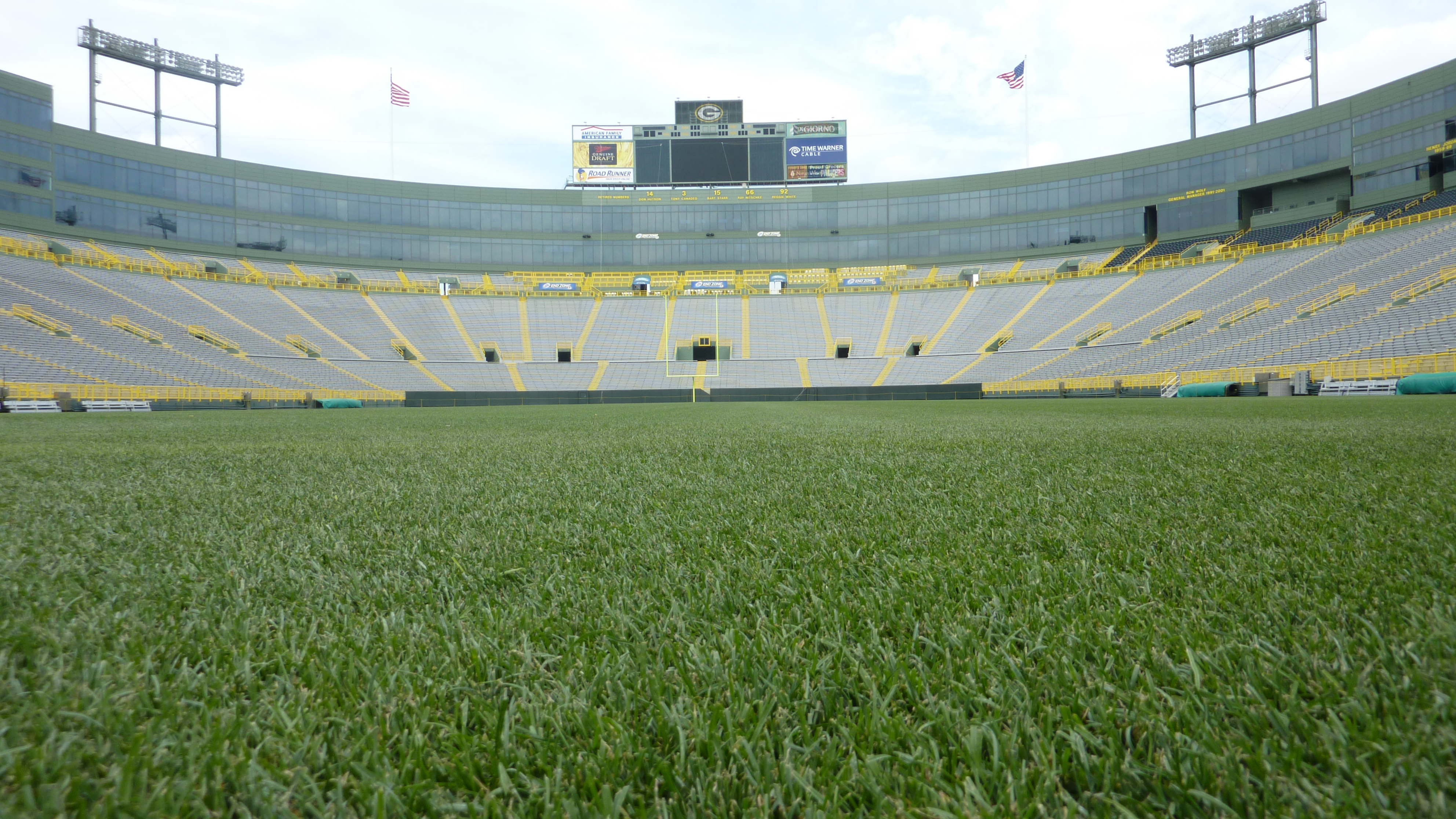
Blick von der südlichen Endzone (2010)
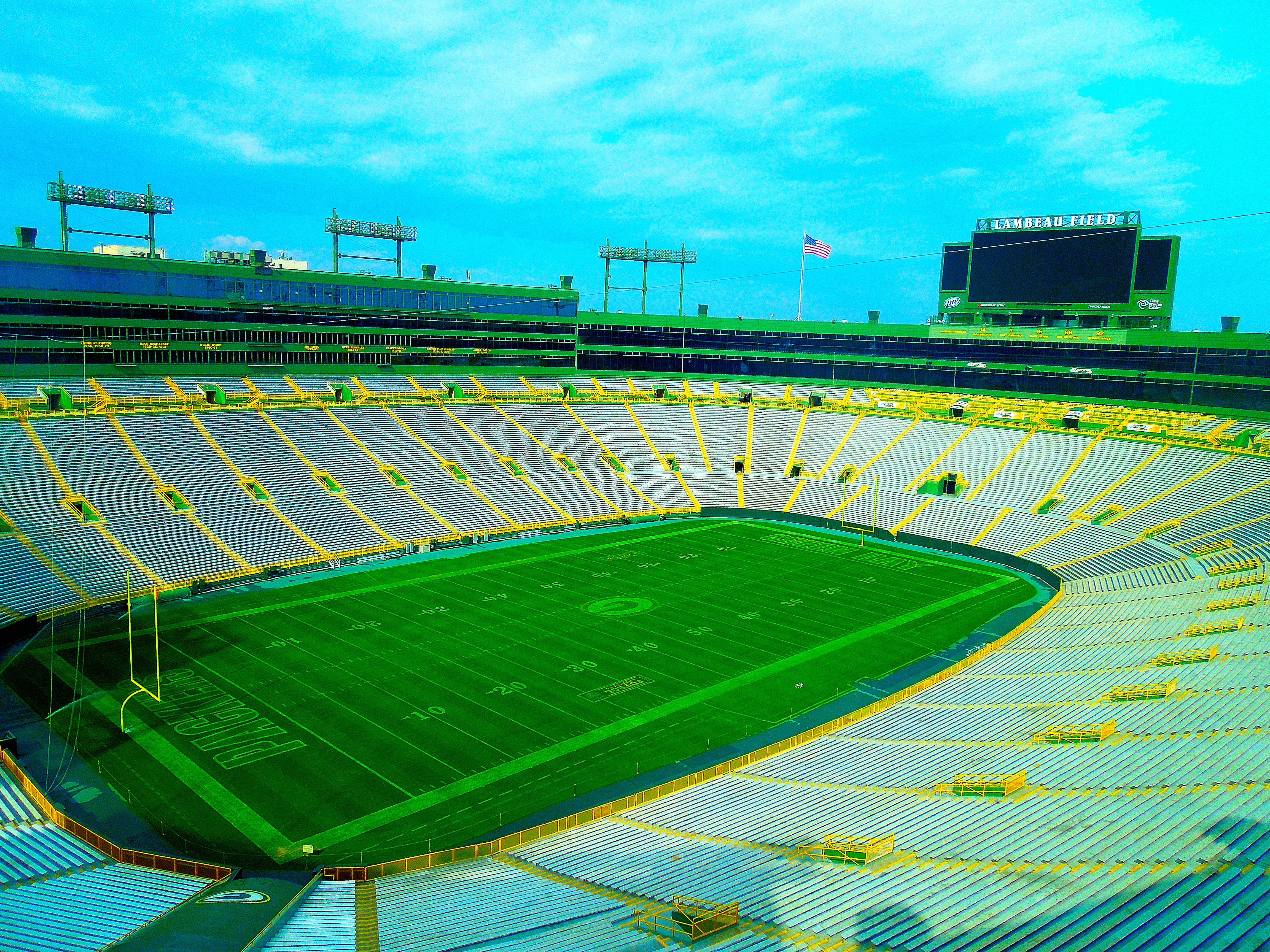
Blick in das leere Stadion (2012)
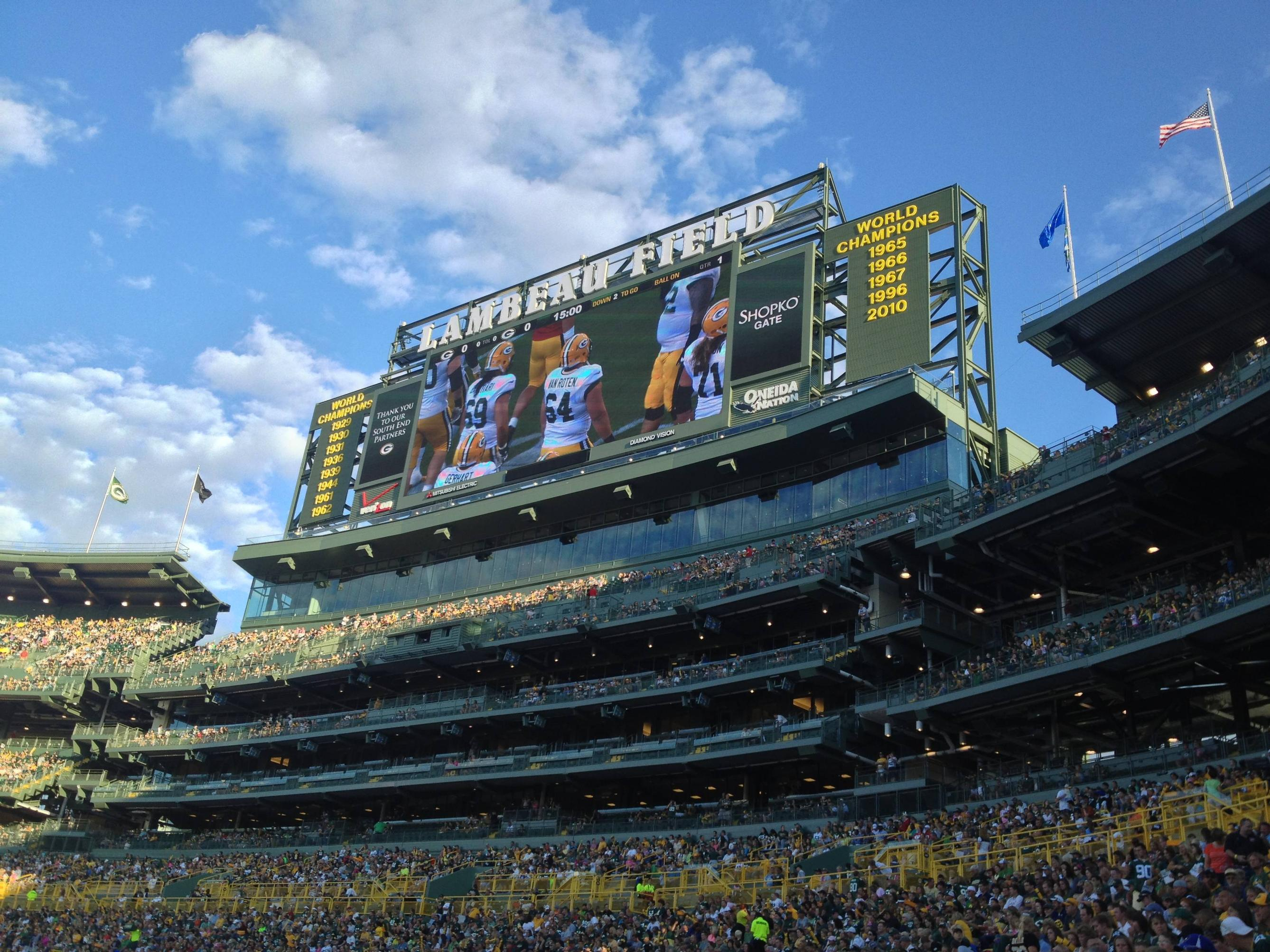
Die 2013 umgebaute Tribüne im Süden mit neuer HD-Videowand